# دروغ تمام‌عیار
دروغ تمام‌عیار (به فارسی تحت‌اللفظی، دروغ چاق بزرگ) دومین آلبوم استودیویی خواننده آمریکایی نیکول شرزینگر است که در ۱۷ اکتبر ۲۰۱۴ توسط آرسی‌ای رکوردز منتشر شد. شرزینگر کار بر روی این آلبوم را در تابستان ۲۰۱۳ آغاز و از تریوس «د-دریم» نش و تریکی استوارت برای مدیریت اجرایی تولید آلبوم (با همکاری فلیکس اسنو، بارت شودل، کریس تک اورایان و کارلوس مک‌کینی) دعوت کرد.
آهنگ هم‌نام آلبوم، از ابتلای شرزینگر به یک اختلال خوراک الهام گرفته شده است.
" عشق تو " به عنوان تک‌آهنگ آغازین از دروغ تمام‌عیار در ۳۰ مه ۲۰۱۴ منتشر شد. این آهنگ اولین بار در رتبه ششم جدول تک‌آهنگ‌های بریتانیا قرار گرفت و موفقیت نسبی در سایر بازارهای بین‌المللی داشت. آهنگ «بدو» در ۳۰ سپتامبر برای ایستگاه‌های رادیویی موسیقی پاپ ایالات متحده به عنوان تک‌آهنگ اصلی آلبوم ارسال شد در حالی که " با یخ " در ۱۰ اکتبر در جاهای دیگر منتشر شد. بدو سپس در بریتانیا منتشر شد که در اسکاتلند به جمع سی آهنگ برتر و در بریتانیا به پنجاه آهنگ برتر رسید. چهارمین تک‌آهنگ « بنگ » در دسامبر ۲۰۱۴ منتشر شد، اما نتوانست در جدول پرفروش‌ها جای گیرد.